# NGC 1319
NGC 1319 ist eine linsenförmige Galaxie vom Hubble-Typ S0/P im Sternbild Eridanus am Südsternhimmel. Sie ist schätzungsweise 174 Millionen Lichtjahre von der Milchstraße entfernt und hat einen Durchmesser von etwa 65.000 Lichtjahren.

Im selben Himmelsareal befinden sich u. a. die Galaxien NGC 1315, NGC 1325, NGC 1332, IC 324.
Das Objekt wurde von dem Astronomen John Herschel am 13. November 1835 entdeckt.